# Цветожилы
Цветожилы (лат. Nemonychidae) — семейство насекомых из отряда жесткокрылых. Реликтовая группа долгоносикообразных жуков. Включает 45 родов и примерно 130 видов, включая около 50 вымерших.

## Распространение
Европа, Кавказ, Северная Африка, Малая Азия, Средняя, Центральная и Северная Азия, Северная и Южная Америка, Австралия, Новая Гвинея, Новая Каледония, Новая Зеландия.

## Питание
Имеют трофические связи, главным образом, с голосеменными растениями (встречаются в стробилах, на шишках). Личинки развиваются от 2 месяцев до 2 лет (диапауза зависит от влажности и других условий). В Палеарктике 2 рода связаны с елями (Pinus, Pinaceae) и 1 род — с Consolida и Delphinium (Ranunculaceae); в Неарктике 3 рода связаны развиваются на Pinus; 5 родов из Неотропики: 3 на Araucaria (Araucariaceae), 1 — на Saxegothaea (Podocarpaceae) и 1 род — на Nothofagus (Fagaceae), все, кроме одного вида, из Чили; 5 родов в Австралийском регионе: 4 из них развиваются на Araucaria и Agathis (Araucariaceae) и 1 род на Phyllocladus, Podocarpus, Dacrycarpus и Dacrydium (Podocarpaceae).

## Палеонтология
Известны в ископаемом состоянии из юрского и мелового периодов, всего описано 80 мезозойских видов в составе 42 родов, включая † Arra legalovi, † Buryatnemonyx gratshevi, † Rhamphophorus legalovii и другие.

## Некоторые виды
- Aragomacer leai
- Notomacer australiae